# زیمار
زیمار (به لاتین: Zimare) یک منطقهٔ مسکونی در تاجیکستان است که در ولایت سغد واقع شده‌است.